# Prospero autumnale

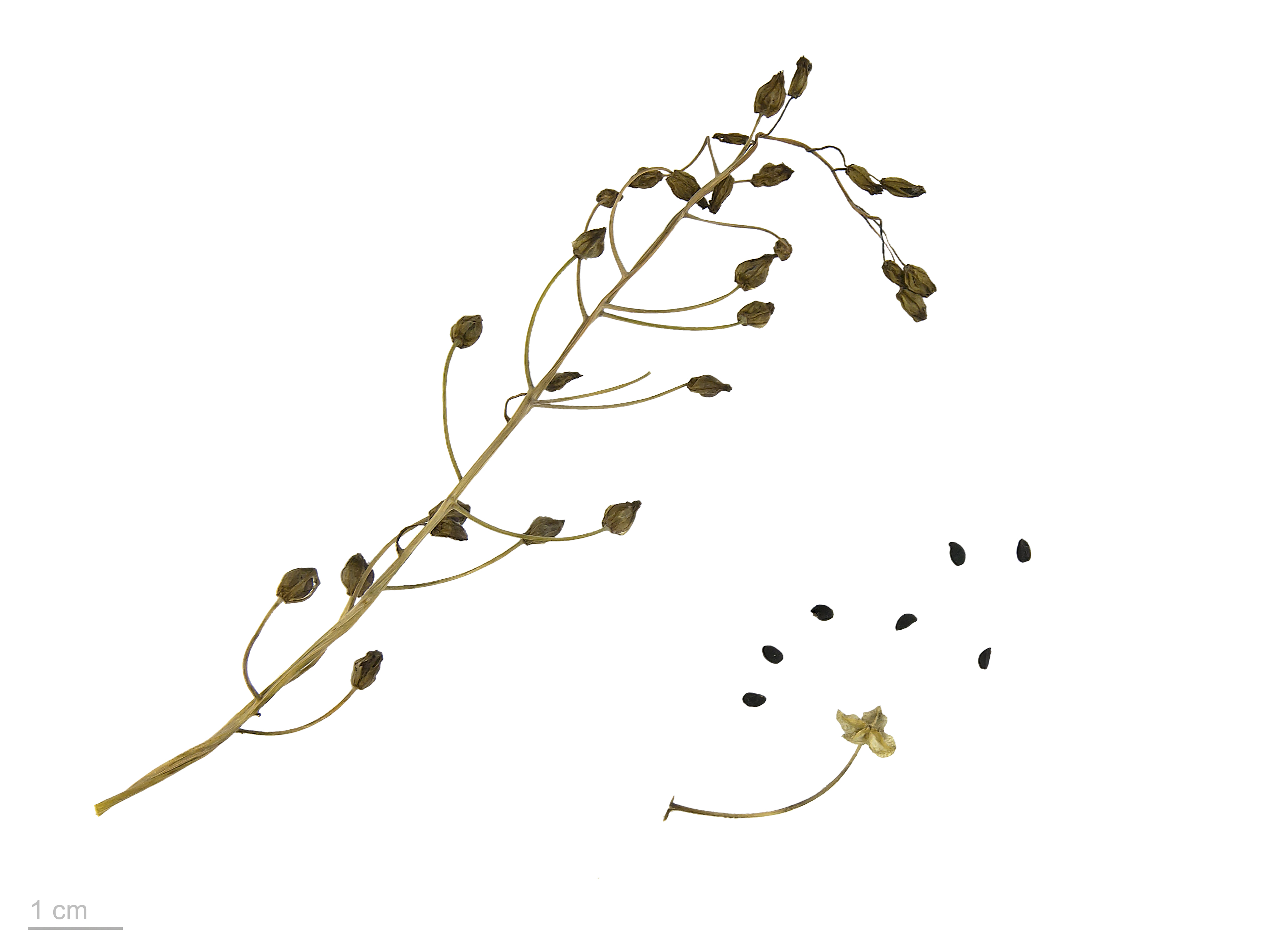
Prospero autumnale - MHNT

Prospero autumnale es una especie de planta bulbosa perteneciente a la familia de las asparagáceas.

## Descripción
Planta con bulbo de (1,5-) 2-3 x 1,5-2,5 cm, ovoideo o esférico. Escapo de (3-) 5-30 (-35) cm, con 2-4 (-6) hojas, todas basales, de 3-8 (-11) x 0,05-0,1 (-0,2) cm, con 8-20(-25) flores. Periantio estrellado. Tépalos de 4-5 x (1,2-) 1,5-2 mm, de oblongos a estrechamente elípticos, agudos, azul-violetas, violetas o blancos, con nervio medio violáceo o azul intenso. Estambres de (2,5-) 3-4 mm; anteras azul oscuro. Estilo de 1,5-2 mm. Cápsulas de 3-4 (-4,5) mm de diámetro, globosas. Tiene un número de cromosomas de 2n = 12, 14, 24, 26, 28 (Huelva, Sevilla), 29, 35, 42, 44, 56, 63, 70. Florece de octubre a noviembre.

## Distribución
Muy frecuente. Se encuentra en el C, S y W de Europa, Norte de África y suroeste de Asia.

## Taxonomía
Esta especie fue descrita inicialmente como Scilla automnalis por Carlos Linneo y publicado en Sp. Pl.: 309 (1753) Posteriormente fue incluida en el género Prospero por Franz Speta (Veröff. Int. Clusius-Forschungsges. Güssing 5: 4. 1982).
Sinonimia
- Anthericum autumnale (L.) Scop.
- Genlisa autumnalis (L.) Raf.
- Hyacinthus autumnalis (L.) E.H.L.Krause
- Ornithogalum autumnale (L.) Lam.
- Prospero corsicum (Boullu) J.-M.Tison
- Prospero cyrenaicum (Pamp.) Speta
- Prospero fallax (Steinh.) Speta
- Prospero holzmannium (Heldr.) Speta
- Prospero pulchellum (Munby) Speta
- Prospero scythicum (Kleopow) Speta
- Scilla corsica Boullu
- Scilla cyrenaica (Pamp.) G.M.Barroso & al.
- Scilla dumetorum Balansa ex Baker
- Scilla fallax Steinh.
- Scilla gallica Tod.
- Scilla holzmannia Heldr.
- Scilla longipes Batt.
- Scilla automnalis L.
- Scilla pulchella Munby
- Scilla racemosa Balansa ex Baker
- Scilla scythica Kleopow
- Stellaris autumnalis (L.) Bubani
- Urginea autumnalis (L.) El-Gadi[4]

## Nombre común
- Castellano: escila de otoño, gamona, jacinto de Salamanca, jacinto de otoño, jacinto endeble.[5]